# Ruttnern
Das Ruttnern ist die Passierbarmachung von Gebirgspässen im Winter mit Pferden, Maultieren oder Ochsen.
Dabei wird von den Ruttnern (rätoromanisch ruttér, italienisch rotteri) mit Schaufeln und Pferden ein Weg durch den Schnee gemacht, der nachher mit Bastpferden, Pferdeschlitten oder zu Fuss benutzt werden kann. Im Idealfall wird gleichzeitig mit dem ersten Schneefall begonnen und das Ruttnern kontinuierlich fortgesetzt, so dass ein fester und tragfähiger Pfad in der gleichen Höhe wie der umliegende Schnee entsteht. Dadurch können keine Schneeverwehungen entstehen.

„Rutner werden genannt die Fuhrleut in Graubündten, welche aus dem Hochgericht Davos in das Engadin und aus dem Engadin in gedachtes Hochgericht verschiedne Wahren und Notwendigkeiten mit harten Bemühungen und vieler Lebensgefahr wegen den Lauwinen etc. führen und schlitten.“

Im Winter 1985 wurde auf diese Weise von der Trainkolonne II/42 der Grenzbrigade 12 der Schweizer Armee erstmals nach über 100 Jahren wieder der Scalettapass geöffnet.